# Лангергансоклеточный гистиоцитоз
Лангерга́нсокле́точный гистиоцито́з, или гистиоцито́з X, — группа заболеваний с не выясненной до конца этиологией, при котором патологические иммунные клетки, называемые гистиоцитами, и эозинофилы активно размножаются, особенно в лёгких и костях, что вызывает формирование рубцовой ткани. Предполагается, что в основе гистиоцитоза X лежит некий иммунопатологический процесс, способствующий пролиферации гистиоцитов.

## Формы
Различают 3 формы лангергансоклеточного гистиоцитоза: 
- Болезнь Хенда — Шюллера — Крисчена может поражать детей в любом возрасте. Характерны дефекты костей черепа, таза, экзофтальм, несахарный диабет, ожирение, отставание в физическом развитии, гепатомегалия, лимфаденопатия, петехиальная сыпь, себорея, изменения в лёгких, стоматиты. К основному заболеванию может присоединиться вторичная инфекция.
- Болезнь Абта — Леттерера — Сиве чаще встречается у детей раннего возраста. Развивается остро, с высокой лихорадкой, кожными высыпаниями в области грудины и позвоночника, гепатоспленомегалией (увеличение печени и селезёнки), генерализованным увеличением лимфатических узлов, отитами, мастоидитами, поражением лёгких, поражением плоских костей.
- Болезнь Таратынова, или эозинофильная гранулёма, наблюдается преимущественно у детей школьного возраста. Типичны: общая слабость, повышенная утомляемость, пониженный аппетит, боль в костях (поражаются как плоские, так и трубчатые кости), повышенная СОЭ, иногда эозинофилия. В ряде случаев болезнь протекает бессимптомно и заканчивается самопроизвольным излечением. На рентгенограммах костей обнаруживаются очаги деструкции, чаще округлой или овальной формы без зон склероза. В незначительном числе случаев клиническая картина болезни более яркая: несахарное мочеизнурение, экзофтальм, гепато- или гепатоспленомегалия, анемия, различные изменения кожи и др.

Заболевания различаются как по течению, так и по прогнозу, но, так как это 3 формы одного заболевания, могут наблюдаться их взаимные переходы.

## Диагностика
Диагноз основывается на данных клинико-лабораторного исследования, миелограммы, биопсии кожи и лимфатических узлов, в которых выявляют гиперплазию ретикулярной ткани, эозинофилов, ксантомных клеток.

## Лечение
Лечение, как правило, проводится в стационаре. При острых проявлениях назначают глюкокортикоиды в сочетании с цитостатиками, например, циклофосфамидом, хотя ни одно средство не является заведомо эффективным. Во всех случаях основная терапия сочетается с симптоматической.

## Прогноз
Прогноз при болезнях Хенда — Шюллера — Крисчена и Таратынова более благоприятный, чем при болезни Абта — Леттерера — Сиве и определяется своевременно начатым лечением. Смертельный исход при гистиоцитозе X обычно является следствием дыхательной или сердечной недостаточности.